# ياكوفليف ياك-40
تطور ياك -40
تم تطوير ياك 40 تلبية لرغبة ايروفلوت لتحل محل Ilyushin Il-12, Il-14 وأيضاً Lisunov Li-2، والتي هي جنبا إلى جنب مع An-2 biplane، التي خدمت شركة ايروفلوت الإقليمية والمحلية قبل عام 1960 لذلك فإن هذه الطائرات أصبحت بالية، والمطلوب من ايروفلوت استبدالها بالطائرات الحديثة للتخفيف من تكاليف التشغيل والصيانة. يعتقد ان طائرة ايروفلوت الدفع التوربيني من شأنه أن يخدم أفضل هذه الحاجة، وياكوفليف تنتج مختلف الدراسات باستخدام مجموعة متنوعة من ترتيبات الدفع التوربيني. في عام 1964 جاء ياكوفليف إلى استنتاج مفادها ان الطائرةة STOL مناسبة أكثر لاحتياجات ايروفلوت، مع التركيز على الكفاءة والقدرة على العمل في الفئة ظروف الايكاو الطقس والمطارات (مدرجات غير ممهدة أقصر من 700 متر، 2300 قدم). ومن أجل تحقيق القدرة المطلوبة STOL ياكوفليف أنفق جهدا كبيرا في البداية استكشاف ترتيب فتول (VTOL) (ياك 40 فتول). وتمت دراسة التصاميم التي أدرجت رفع طائرات متخصصة في القرون التي شنت في منتصف الجناح، فضلا عن تصاميم تتضمن رفع طائرات داخل جسم الطائرة. في نهاية المطاف تم التخلي عن مفهوم طائرة فتول،
بحكم أنها غير عمليه.
في عام 1964 تلقى OKB 1000 (الأسطول الجوي المدني) GVF اتفاق لبناء الطائرات النفاثة التقليدية مقعد 20/25 الإقليمية، والمدعوم من قبل ثلاثة توربوفانس الجديدة التي يجري تطويرها من قبل منظمة العفو الدولية في زابوروجي ايفتشنكو في أوكرانيا. وقد تم تعيين RS بتروف ورئيس المهندسين Shcherbina MA مع النجل الأكبر للمؤسس، وسيرغي ياكوفليف والذي تولى مسؤوليته الرئيسية الأولى كمصمم كبير
وقدم السلسلة الثانية في عام 1969 وتضمن الدفع العكسي على المحرك صدفي. تم تعزيز الهيكل السفلي الرئيسي، وتثبيت مقاعد الصف التاسع، وبذلك تتسع لسبعة وعشرين. كما تمت زيادة سعة خزان الوقود إلى 3910 ليتر (1,030 US gal; 860 imp gal)
وقدم في عام 1973، قامت سلسلة ثالثة لأوزان أعلى بكثير، مما يمنح العملاء خيار داخلي عن 32 راكب. تمت إزالة الرصاصة tailplane العلوي من هذا النموذج وجميع النماذج اللاحقة.
وقدم سلسلة النهائي في عام 1975. وزادت الحمولة إلى 3،200 كجم (£ 7100)، ويمكن أن تكون مرتبة من الداخل إلى فئتين من المقاعد، أو للتحويل السريع من الركاب على البضائع.
وقد تم بناء عدد قليل من السلسلة الرابعة كإصدار شحن خاصة مع باب قياس 1.6 إلى 1.5 متر (63 × 59 في) على الجانب الأيسر وراء الباب الخدمة.
تاريخ تشغيل الطائرة
كان الطيران لأول مرة الأولى من خمس نماذج (SS1966) في 21 تشرين الأول 1966 من قبل منظمة العفو الدولية Kolossov ياكوفليف اختبار الطيارين ويو بتروف (ب). وأعقب هذه الطائرة من قبل 19661، 19671، 1967 و 19672. مع الكثير من النماذج التي ترفع كان من الممكن تحقيق التصديق بحلول عام 1968. سنة واحدة في وقت سابق، في عام 1967، كانت طلبيات كبيرة في مكان المصنع في ساراتوف، بدعم من سمولينسك إنتاج قطع محددة. سلسلة الإنتاج الأولي الطائرات تختلف عن النماذج أساسا في وجود تعد مقصورة وأحد المنافذ الخلفية المنحدرة إلى المحرك رقم 2.
بدأت خدمة نقل الركاب في 30 سبتمبر 1968..
من إنتاج وقت انتهت في عام 1981 في المصنع كان ينتج ساراتوف 1011 طائرة. بحلول عام 1993 قد نفذت ياك 40s 354000000 الركاب. بين عامي 1967 و 1976 كان OKB أظهرت الطائرة للبيع في 75 بلدا. في عام 1972 وتم التصديق عليه في إيطاليا وألمانيا الغربية. اكتمل الشهادات في المملكة المتحدة، ولكن لم تصدر الوثيقة. وقد تم تصدير ما مجموعه 130 طائرة إلى أفغانستان، وأنغولا، وبلغاريا، كمبوديا، كوبا، تشيكوسلوفاكيا، وغينيا الاستوائية، إثيوبيا، ألمانيا، المجر، إيطاليا، لاوس، ومدغشقر، وبولندا وسوريا وفيتنام ويوغوسلافيا وزامبيا.
ياكوفليف ياك-40